# برايان مارتين
برايان مارتين (بالإسبانية: Brian Martín)‏ هو لاعب كرة قدم إسباني في مركز الهجوم، ولد في 9 أبريل 1996 في سانتا كروز دي تينيريفه في إسبانيا. لعب مع نادي تينيريفي.

## وصلات خارجية
- برايان مارتين على موقع قاعدة بيانات كرة القدم.إي يو (الإنجليزية)
- برايان مارتين على موقع Soccerway.com (الإنجليزية)